# Trekking peak

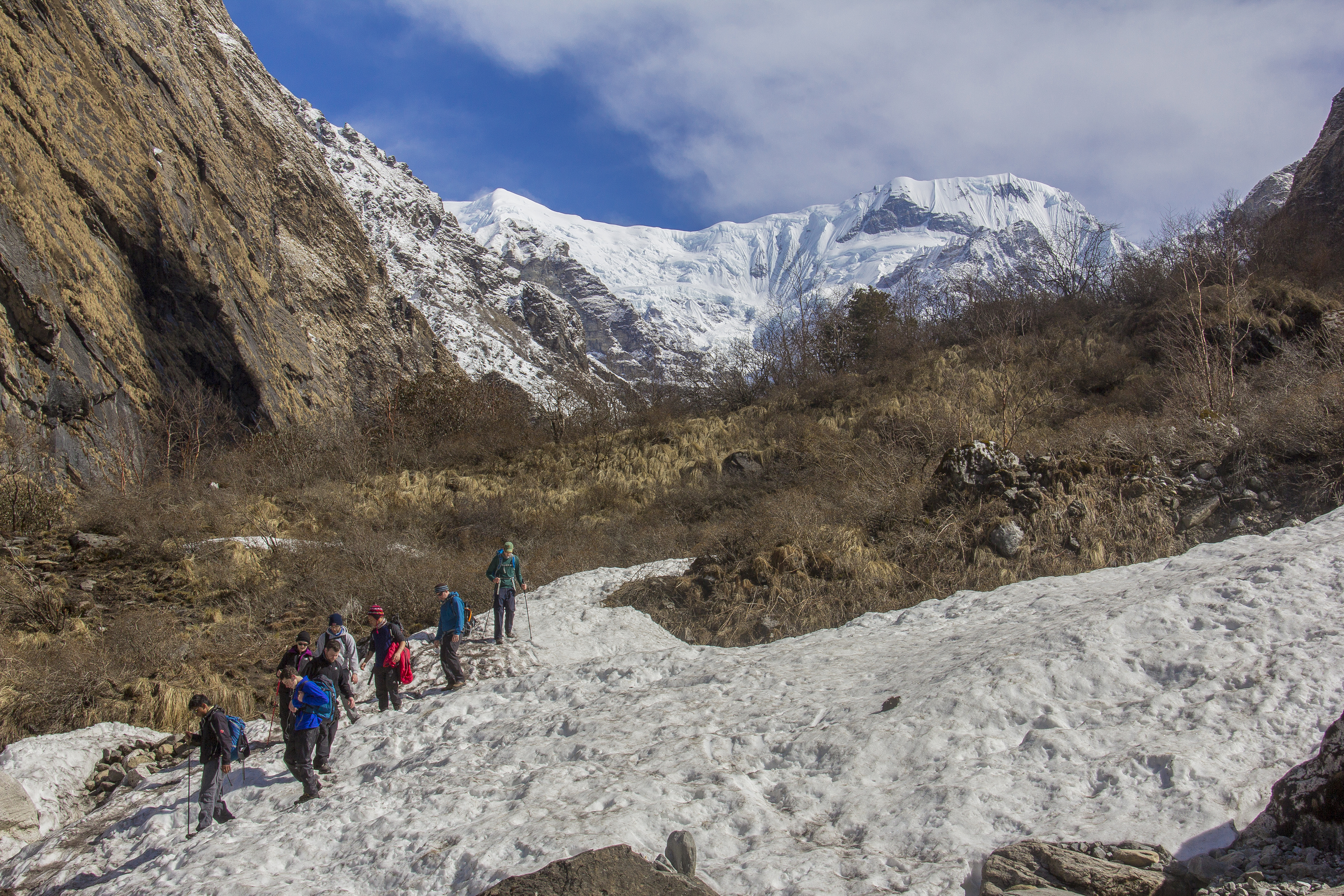
Randonneurs revenant du trek de l'Annapurna avec le massif de l'Annapurna en arrière-plan.

L'Association d'alpinisme du Népal (en) a classé les montagnes du Népal en plusieurs catégories dont les trekking peaks et les expedition peaks. Un trekking peak est une montagne dont l'altitude est inférieure à 7 000 mètres et qui est considérée comme atteignable par quiconque possédant un minimum d'expérience et de technique alpine. Pour tenter un trekking peak, un permis (non remboursable) doit être obtenu auprès de la NMA à Katmandou.

## Listes
Listes au 30 mai 2019.

### Trekking peaks
- Kongma Tse (en) (pic Mehara), 5 849 m
- Ganja-la Chuli (Naya Kanga) (en), 5 863 m
- Ramdung Go (de), 5 900 m
- pic Paldor (de), 5 903 m
- Kwangde Ri (en), 6 086 m
- Lobuche Est, 6 090 m
- pic de Pisang (en), 6 091 m
- Imja Tse, 6 165 m
- Pharchamo (en), 6 279 m
- Kusum Kangru (en), 6 360 m
- Chulu Ouest, 6 419 m
- Hiunchuli, 6 434 m
- Pic Mera, 6 470 m
- pic Singu Chuli (en), 6 501 m
- Chulu Est, 6 584 m

### Expedition peaks
- Pharilapcha, 6 017 m
- Mont Cholo (d) , 6 043 m
- Mont Yubra Himal (ceb), 6 048 m
- Mont Bokta, 6 114 m
- Mont Chekigo (de), 6 121 m
- Lobuche Ouest, 6 135 m
- Mont Kyazo Ri, 6 151 m
- Mont Nirekha (en), 6 159 m
- Mont Ombigaichen (en), 6 340 m
- Mont Langsisa Ri (de), 6 412 m
- Pic Larkya, 6 416 m
- Cholatse, 6 423 m

## Modalités
Jusqu'en 2004, les permis coûtaient 350 $ pour des groupes comprenant de une à quatre personnes. Pour des groupes de plus de quatre personnes il fallait rajouter 40 $ par personne jusqu'à la huitième puis 25 $ par personne pour des groupes de plus de huit personnes. La taille maximale d'un groupe est fixée à douze personnes.